# Pieve di San Giuliano (Castiglion Fiorentino)
La pieve vecchia di San Giuliano è un edificio di culto cattolico che si trova in piazza della Collegiata, a Castiglion Fiorentino. Oggi corrisponde al Museo della Pieve di San Giuliano.

## Storia
Una primitiva chiesa dedicata a San Giuliano fu costruita nel XIII secolo presso la preesistente chiesa di Santa Maria Novella, dell'XII secolo, distrutta nell'Ottocento. Nel 1325 vi fu trasferito il titolo di pieve dalla chiesa di Sant'Angelo al Cassero.
L'edificio sacro, ridotto in cattive condizioni, fu ricostruito dal 1452, grazie ad una bolla di Papa Niccolò V del 1450 che prometteva indulgenze a tutti coloro che contribuissero alla sua ricostruzione e su disegno di Ser Giovanni di Nanni di Giunta, rettore della Fraternita di Santa Maria della Misericordia. Il dislivello del terreno su cui si ampliò la chiesa richiese la costruzione di ampie sostruzioni che costituirono un'ampia cripta, una sorta di chiesa inferiore dotata di tre cappelle con i rispettivi altari. Nel 1501 ottenne il titolo di Collegiata e per lungo tempo fu la chiesa principale della città fino a che, nel 1836, fu quasi completamente distrutta da un fulmine e negli anni seguenti sostituita dalla nuova Collegiata costruita ortogonalmente alla vecchia dal 1840. La chiesa oggi visibile, molto ridotta, ha servito da sacrestia della nuova Collegiata, ed ospita dal 2006 il Museo della Pieve di San Giuliano. 

## Descrizione
Gli spazi interni superstiti si compongono del "salone", corrispondente all'antico transetto, del coro, e delle due cappelle ai lati di esso, quella di San Francesco e San Donnino a sinistra, e quella del Santissimo Sacramento a destra. 

Nel primo ambiente, il salone, sono conservate opere di varia provenienza. L'Annunciazione di Ottavio Vannini, del 1621, commissionata dal granduca Cosimo II per il Monastero di Castello presso Firenze, fu acquistata nel 1721 dai Padri Scolopi per l'altare maggiore della chiesa della Santissima Annunziata. La Madonna col Bambino in trono tra i Santi Stefano e Bartolomeo dei primi anni del XVI secolo, di Agnolo di Lorentino, allievo di Bartolomeo della Gatta, era in origine sull'altare maggiore della chiesa di Santo Stefano. La scultura lignea della Madonna della Cintola, vestita con abito di seta ricamata con fili d'argento, ornata di corona e gioielli in lamina d'argento e di cristalli, è un'opera di Francesco Orlandi del XVIII secolo. In una vetrina si può vedere la Tonacella di Petreto, prezioso paramento della seconda metà del XV secolo e di importante produzione fiorentina, proveniente dalla chiesa di San Andrea a Petreto in Val di Chio. In un'altra vetrina sono una Madonna con reliquiario ed un'altra Madonna col Bambino, entrambe ottocentesche ma una in legno intagliato e l'altra in terracotta.  Nel salone sono conservati anche i due superstiti scomparti di predella (altri due furono rubati nel 1910) facenti parte in origine della Pala di San Giuliano di Bartolomeo della Gatta, dipinta nel 1486 per l'altare maggiore di questa chiesa, ed oggi in Collegiata. Nella predella era illustrata l'intera vita di San Giuliano e nelle due piccole tavolette sono rappresentati i due episodi de Il padre tenta di uccidere il figlio Giuliano infante e di San Giuliano inginocchiato davanti al pellegrino lebbroso. 

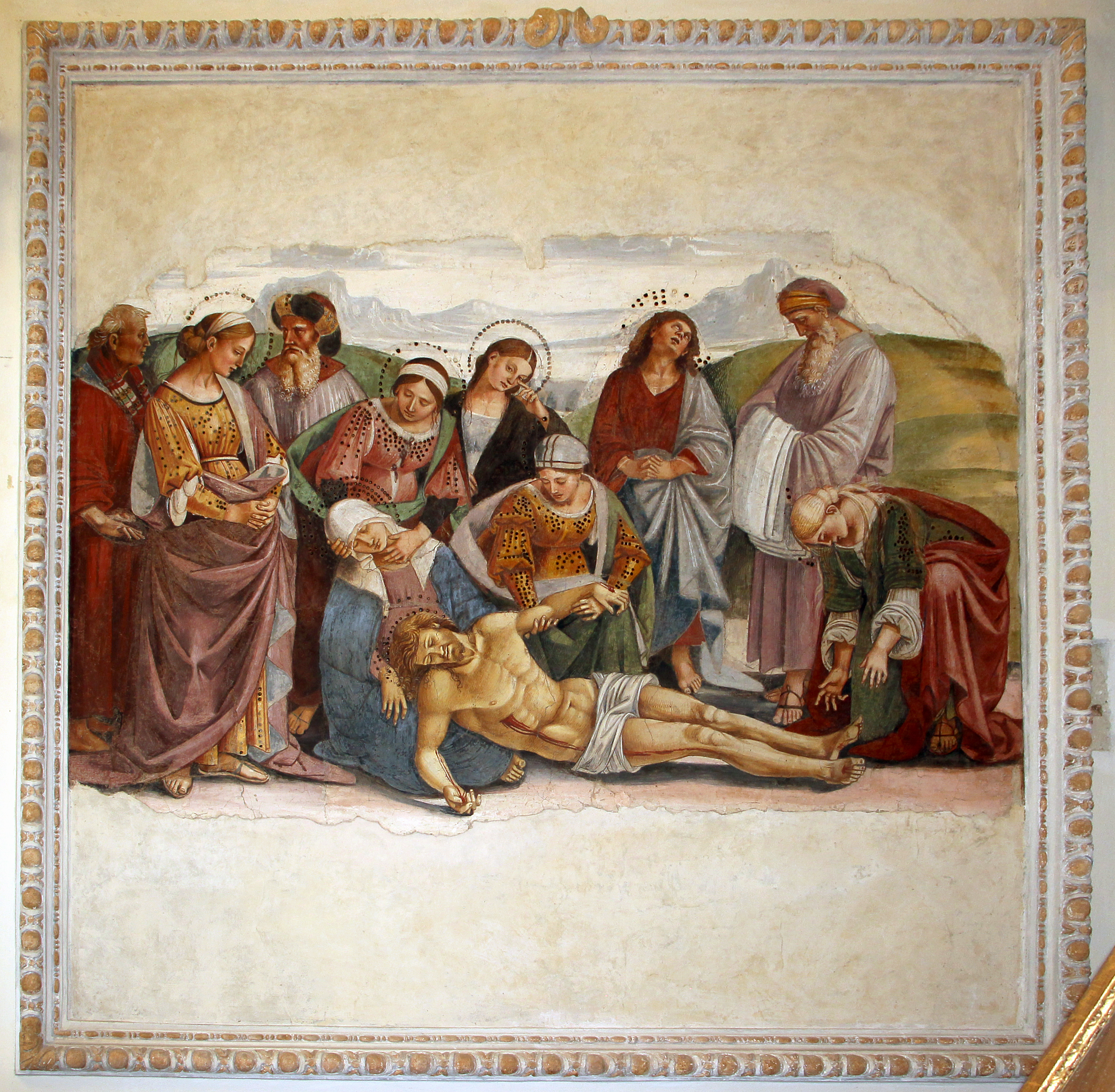
Luca Signorelli, Compianto sul Cristo morto

Le tre cappelle che costituiscono il resto del museo sono la Cappella di San Francesco e San Donnino, fatta decorare nel 1632 dai Dragomanni, la Cappella del Coro, e la Cappella del Santissimo Sacramento. La prima, seppur dedicata al Santo di Assisi ed al Santo martire e cavaliere, prende il nome anche dalla famiglia Dragomanni, dato che Benedetto, cavaliere di Malta, la fece decorare nel 1632. Il nobiluomo fece realizzare la decorazione a stucchi dorati e policromi e fece collocare la tela con Niccolò V che ritrova il corpo di san Francesco, attribuito a Bernardino Santini o a Rutilio Manetti. Ai lati la stessa committenza fece collocare intorno al 1640 una Flagellazione, attribuita a Francesco Morosini e un'Incoronazione di spine di Agostino Melissi.
La Cappella del Coro, o presbiteriale, di aspetto settecentesco, è ornata, nelle pareti laterali, di due ovali orizzontali dipinti da Niccolò Francesco Lapi, del 1725, con il Cristo e la Veronica a sinistra e l'Innalzamento della Croce a destra, contornate da stucchi forse di Bernardo Speroni, presente a Castiglion Fiorentino nel 1724. In passato vi era collocato l'altare maggiore, sul quale sono state la Maestà di Segna di Bonaventura e, dal 1486 al 1576, la Pala di San Giuliano di Bartolomeo della Gatta, entrambe oggi in Collegiata. Sulla parete di fondo, ai lati della finestra, in eleganti cornici di stucco, sono due tele di Salvi Castellucci del 1659 con le figure di San Giovanni Battista e San Girolamo, di grande vigore plastico e prospettico, commissionate dall'arcidiacono Francesco Brozzi (suo è lo stemma). Oggi la cappella espone altre opere del museo tutte riferite a temi pasquali, ed è dominata dalle tre statue lignee secentesche di Niccolò di Smeraldo Salvi, coadiuvato, per la dipintura, da altri artisti: ai lati sono il Cristo legato alla colonna, del 1617, dipinto da Giovan Francesco Busti, e il Cristo risorto, del 1620, dipinto da Michelangelo Tizzi, mentre al centro, verso il fondo, è il Crocifisso (1620-21), dipinto anch'esso dal Tizzi.
La Cappella del Santissimo Sacramento conserva all'altare di Filippo Berrettini una terracotta invetriata di Andrea della Robbia, degli ultimi anni del Quattrocento, con il Battesimo di Cristo, proveniente dall'antico Battistero della Pieve (poi trasferito per un periodo nella chiesa del Gesù) come il Fonte battesimale tardo quattrocentesco con decorazione classicheggiante, entrambe commissioni di Teodora Visconti, della famiglia milanese. Alla parete sinistra l'affresco raffigurante il Compianto di Cristo di Luca Signorelli (1502 circa), che rivela lo stile monumentale e, al tempo stesso, drammatico del pittore.